# Kurucz Dániel (műsorvezető)
Kurucz Dániel (Budapest, ? –) magyar televíziós műsorvezető és producer, a KözTér című YouTube-csatorna műsorvezetője, valamint a Hungarikumokkal a világ körül című utazós sorozat producere és házigazdája.

## Pályafutása
Kurucz Dániel korábban a Fidelitas budapesti szervezetének elnöke volt, majd 2016-ban távozott a posztról és kilépett a Fidesz ifjúsági szervezetéből. Ezt követően politikai területen folytatta munkáját, 2014 és 2019 között a Miniszterelnökségen dolgozott, 2015-ben pedig kormánytisztviselői kinevezést kapott.
Emellett 2017-ben indította el a Hungarikumokkal a világ körül című utazós sorozatot, amely magyar vonatkozású helyeket, személyeket és kulturális értékeket mutat be nemzetközi kontextusban. A műsor korábbi évadai során többek között Ázsiában, Dél-Afrikában és Latin-Amerikában forgattak. A sorozatot a TV2 is sugározta.
2023-ban megjelent az 1920 – Mi lett volna ha?, Trianont elmagyarázó dokumentumfilm, amelyben producerként vett részt.
2024-ben elindította a KözTér nevű YouTube-csatornát, amely közéleti és politikai témájú műsorokat kínál.

## Magánélete
Felesége Kurucz-Nagy Szonya, aki jogi végzettséggel rendelkezik, és közösen dolgoznak a Hungarikumokkal a világ körül sorozaton.